# Victoria Borchtchenko
Victoria Borchtchenko (ukrainien : Вікторія Борщенко), née le 5 janvier 1982 à Kherson, est une joueuse internationale ukrainienne de handball, évoluant au poste d'ailière gauche.

## Palmarès
compétitions internationales
- Coupe de l'EHF (C3)
  - vainqueur (1) en 2017 (avec Rostov-Don)
  - finaliste en 2015 (avec Rostov-Don)
- Ligue des champions (C1)
  - finaliste en 2019 (avec Rostov-Don)

compétitions nationales
- Championnat d'Ukraine
  - vainqueur (1) en 2010 (avec Sparta Kryvy Rih)
- Championnat de Russie
  - vainqueur (9) en 2011, 2012 et 2013 (avec HC Dinamo Volgograd), 2015, 2017, 2018, 2019, 2020, 2022 (avec Rostov-Don)
- Coupe de Russie (11)
  - vainqueur (7) en 2015, 2016, 2017, 2018, 2019, 2020, 2021 (avec Rostov-Don)
- Supercoupe de Russie (ru)
  - vainqueur (7) en 2015, 2016, 2017, 2018, 2019, 2020, 2021 (avec Rostov-Don)
- Championnat du Portugal
  - vainqueur (3) en 2022, 2023, 2024
- Coupe du Portugal (es)
  - vainqueur (2) en 2022, 2023